# البیون
البینو، گوینا (به لاتین: Albion, Guyana) یک منطقهٔ مسکونی در گویان است که در بربیک شرقی-کورنتاین واقع شده‌است.

## خصوصیات
البینو ۱٬۴۷۵ نفر جمعیت دارد.